# Bosco Deleitoso
Bosco Deleitoso - também Boosco Deleitoso em português medieval - é uma obra literária mística escrita em Portugal na Idade Média. O livro foi escrito por um monge anônimo do Mosteiro de Alcobaça entre os finais do século XIV e o início do século XV. É considerada uma das mais importantes obras espirituais da literatura portuguesa.
O bosco (bosque) do título refere-se a um lugar de isolamento, contemplação e reflexão, de renúncia ao mundo e busca do sentido da vida. É escrito como a viagem espiritual de um pecador na descoberta de si mesmo e da sua união mística com Deus.
Setenta capítulos da obra são uma tradução de De Vita Solitaria, do poeta italiano Petrarca, enquanto que os últimos quarenta e seis capítulos são completamente originais e os mais interessantes do ponto de vista literário. A primeira impressão da obra foi feita em 1515 em Lisboa, por Hermão de Campos.
Outra obra de religiosidade mística escrita na mesma época em Alcobaça é o Horto do Esposo, com o qual o Bosco Deleitoso é frequentemente comparado.